# Guy Spier
Guy Spier (4 februari 1966) is een investeerder uit Zürich. Hij is de auteur van The Education of a Value Investor. Spier is de beheerder van het Aquamarine Fund met een vermogen van 400 miljoen dollar. Hij is bekend omdat hij in 2008 samen met Mohnish Pabrai een bod van 650.100 dollar uitbracht op een liefdadigheidslunch met Warren Buffett. In 2009 werd hij genoemd in The Checklist Manifesto van Atul Gawande, met betrekking tot zijn gebruik van checklists als onderdeel van zijn investeringsproces. Hij is de broer van Tanya de Jager en de kleinzoon van Selmar Spier, de Duits-Israëlische jurist, historicus, buitenlandcorrespondent en boer.

## Onderwijs en vroege leven
Spier is in 1966 geboren in Pietermaritzburg, Zuid-Afrika. Toen hij drie maanden oud was, verhuisde zijn familie naar Tel Aviv, Israël, waar hij naar de kleuterschool ging. In 1970 verhuisde zijn familie naar Iran, waar hij naar de British Embassy School in Teheran ging. In 1977 verhuisde zijn gezin opnieuw naar Richmond in het Verenigd Koninkrijk en ging hij wekelijks naar de City of London Freemen's School in Ashtead, Surrey, waar hij intern verbleef. In 1984 ging hij rechten studeren aan het Brasenose College in Oxford, waar hij onder andere les kreeg van Hugh Collins, Peter Birks en Mary Stokes. Twee jaar later, in 1986, stapte hij over naar de studie Politiek, Filosofie en Economie.  Peter Sinclair was één van zijn docenten voor economie, die af en toe les gaf aan David Cameron, die later premier zou worden. Hij studeerde ook politiek bij Vernon Bogdanor. Hoewel hij ronduit middelmatig was in politiek, bleek hij een bekwaam econoom te zijn. Voor zijn prestaties op het gebied van economie ontving hij bovendien de Georg Webb Medley Prize.
In de zomer, tijdens vakanties, rondde Spier ook verschillende cursussen af op Ruprecht Karl University of Heidelberg en Harvard Summer School. He also interned with Creditanstalt in London. In 1990 kreeg Spier een plaats aangeboden in het Joint Business and Economics PhD-programma en in het MBA-programma aan Harvard. Hij koos ervoor om een MBA te doen en in 1993 rondde hij zijn MBA af. Tijdgenoten van HBS zijn onder meer Mark Pincus, Chris Hohn en Sherry Coutu.

## Carrière
Van 1988 tot 1990 was Spier partner bij Braxton Associates, het strategische adviesbureau dat later werd verkocht aan Deloitte Consulting. Vanuit de kantoren in Londen en Parijs werkte Spier samen met collega's David Pitt-Watson, Michael Liebreich en anderen om Britse en Europese bedrijven te adviseren over hun strategie ten aanzien van de Europese Gemeenschappelijke Markt. Vervolgens liep hij stage bij de Forward Studies Unit (Cellule de Prospective) van de Europese Commissie in Brussel.
In zijn boek schrijft Spier dat hij tijdens zijn laatste jaar aan de Harvard Business School weliswaar solliciteerde bij vooraanstaande bedrijven als Goldman Sachs en JP Morgan, maar dat hij deze bedrijven afwees om voor de minder bekende DH Blair te gaan werken. Daar was hij als vicevoorzitter bezig met het werven van financiering voor nieuwe technologische startups. Spier beschreef deze ervaring later als 'niet heel anders' dan de film Wolf of Wall Street. Het was een carrièrebeslissing waar hij snel spijt van kreeg.
Nadat Spier het investment banking-vakgebied had verlaten, richtte hij het Aquamarine Fund op, een investeringspartnerschap geïnspireerd op en gebaseerd op de investeringspartnerschappen van Warren Buffett uit de jaren vijftig. Spier beheert het fonds nog steeds en in juni 2021 had het fonds een beheerd vermogen van 300 miljoen dollar. 
Spier volgt de principes van Warren Buffett nauwgezet als het gaat om waardebeleggen en kapitaalallocatie. Toch erkent hij dat waardebeleggen in de loop der jaren is geëvolueerd, mede door de toenemende populariteit van deze beleggingsstijl, waardoor er tegenwoordig minder duidelijke kansen zijn voor beleggers. Hoewel bepaalde ideeën nog steeds succesvol kunnen zijn, moet de moderne waardebelegger vaak verder kijken en soms buiten de gebaande paden denken om nieuwe mogelijkheden te ontdekken. Meer recentelijk heeft Spier alle vormen van activisme afgezworen en verklaard: "Mijn doel als investeerder is om winst te genereren voor mijn aandeelhouders, niet om onnodige conflicten aan te gaan of me te gedragen als een wraakzuchtige morele kruisvaarder."
Spier pleit regelmatig voor integriteit en bescheidenheid in het bestuur van financiële ondernemingen. In 2008 publiceerde hij samen met Peter Sinclair en Tom Skinner een artikel getiteld 'Bonussen, kredietbeoordelingsbureaus en de kredietcrisis', waarin hij betoogde dat kortetermijndenken een belangrijke oorzaak was van de financiële crisis van 2008. Dit leidde volgens hen tot verkeerde bonusstructuren bij kredietbeoordelingsbureaus en andere financiële instellingen, met desastreuze gevolgen. Hij heeft zich ook krachtig uitgesproken voor het idee van nul beheerskosten in professioneel vermogensbeheer. Spier heeft betoogd dat Zwitserland een centrum van echte investeringsexcellentie zou moeten worden, en schreef: "Hoewel de Zwitserse biotech-, gezondheids- en technologieclusters uitzonderlijk goed ontwikkeld zijn, heeft het Zwitserse private banking nog een lange weg te gaan."
In 2003 werd Spier, samen met David Einhorn, Bill Ackman en Whitney Tilson, het doelwit van onderzoeken door Eliot Spitzer, destijds procureur-generaal van New York, en door de Amerikaanse Securities and Exchange Commission met betrekking tot de short sales van Farmer Mac, MBIA en Allied Capital. De ineenstorting van deze bedrijven tijdens de financiële crisis van 2007-2008 bevestigde hun korte stelling en werd het onderwerp van boeken van Ackman en Einhorn. 
In 2014 publiceerde Palgrave MacMillan The Education of a Value Investor, waarin hij de worstelingen in het begin van Spiers carrière in het investment banking op Wall Street en zijn transformatie tot value investor beschrijft. Het boek is meer dan 175.000 keer verkocht in het Engels en is vertaald in het Spaans, Duits, Japans, Koreaans, Chinees, Pools, Hebreeuws, en Vietnamees.
In 2016 diende Spier, samen met Phil Town en Matthew Peterson, met succes een verzoekschrift in bij rechter Sontchi van het faillissementsgerecht in Delaware om een officieel comité van aandeelhouders op te richten voor de hoofdonderneming die eerder dat jaar faillissement had aangevraagd.  
Spier organiseert jaarlijks een beleggingsconferentie in Klosters, genaamd "VALUEx". Onder de aanwezigen waren onder meer Joe Chapman en Richard Reese, de voormalige CEO van Iron Mountain. 
Spier is een incidentele financiële commentator in de media. 

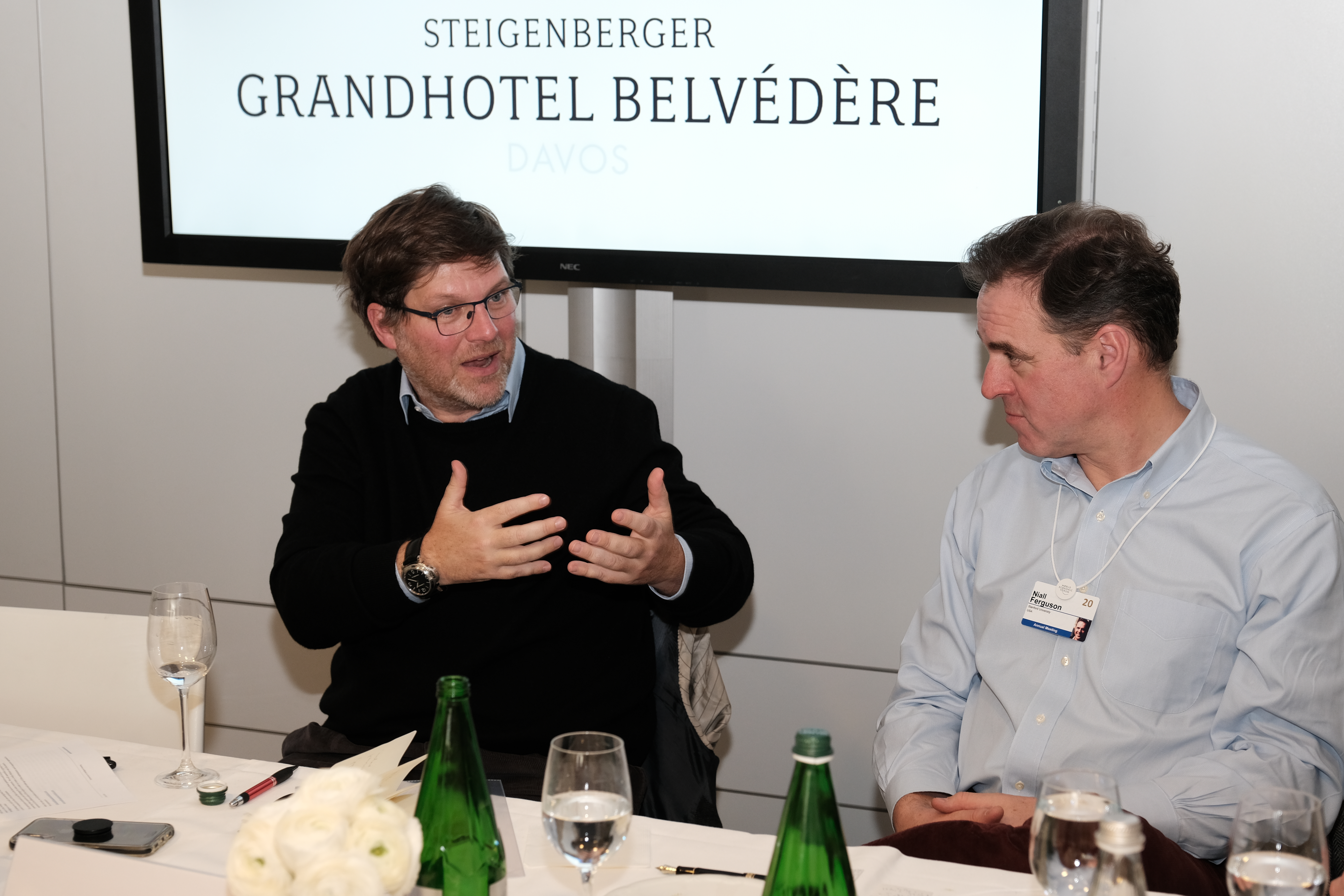
Guy Spier spreekt met Niall Ferguson tijdens het World Economic Forum

## Publiek commentaar

### Hershey Vertrouwen
In 2002 stelde Spier in een artikel voor de Financial Times de motieven van de directeuren van de Hershey Trust Company ter discussie om hun belang te verkopen. Hij vroeg zich af: "Waarom zou iemand met gezond verstand een aanzienlijk aandeel in Hershey, met zijn uitstekende eigenschappen, willen ruilen voor een onbeduidend aandeel in een mengelmoes van Amerikaanse bedrijven, waarschijnlijk gekozen door een adviseur die beter is in geselecteerd worden dan in het leveren van beleggingsresultaten?" 
In 2022 bekritiseerde Spier het economische beleid van Liz Truss en Kwasi Kwarteng. In een opiniestuk voor de Financial Times schreef hij:
"Investeerders zoals ik zijn op zoek naar dergelijke rechtsgebieden en regio's, waar een overheid intelligente beslissingen neemt en middelen rationeel verdeelt.
Het Verenigd Koninkrijk was ooit zo'n land, maar steeds vaker wijkt het daarvan af. Ondanks een goed opgeleide beroepsbevolking, voldoende kapitaal en de immateriële infrastructuur van een ontwikkeld land, raakt het land steeds verder in verval." 

### De soevereine rating van India
In 2024 sloot Spier zich aan bij V. Anantha Nageswaran om op te roepen tot een herziening van de huidige BBB-kredietbeoordeling van India 
In een artikel voor Horasis betoogt hij dat "India een betere kredietwaardigheid en een sterkere rol voor lokale kredietbeoordelingsbureaus verdient".  Spier maakt geen geheim van zijn investering in Care Ratings, dat zal profiteren van een grotere betrokkenheid van lokale ratingbureaus bij de beoordeling van staatsschulden.  

### Openbare lezingen
Spier spreekt regelmatig studenten en andere doelgroepen toe aan universiteiten zoals MIT,  Ivey School of Business,  Harvard Business School, Guanghua School of Management en Google. 
Van 2000 tot 2005 was Spier voorzitter van de Oxford Alumni Association of New York, met de nauwe steun van Amanda Pullinger. Onder zijn en Pullingers leiderschap groeide de vereniging tot meer dan 5.000 leden en was een pionier in het introduceren van een Amerikaanse aanpak van alumni-relaties op een Britse universiteit.   Van 2007 tot 2009 was Spier lid van de raad van advies van de Dakshana Foundation. 
Spier heeft India regelmatig gepromoot als een aantrekkelijke investeringsbestemming. In een interview met de Economic Times of India zei hij : "Ik denk dat India de komende vijftig jaar een opwindende plek zal zijn om te zijn." 
In 2017 trad Spier toe tot het nieuw gevormde bestuur van de Swiss Friends of Oxford University.   Hij is ook lid van de raad van bestuur van UN Watch en van de adviesraden van Horasis en World Minds.  Hij is tevens lid van de International Council of the Global Leadership Foundation, opgericht door Nobelprijswinnaar voor de Vrede FW de Klerk.

## Waardebeleggingsgemeenschap
Spier staat al ruim tien jaar steeds meer in de schijnwerpers. In 2010 werd in een aflevering van de documentaireserie 'Legends & Leaders in Hedge Funds and Finance', geregisseerd door Matthias Knab, de nadruk gelegd op hem en zijn beleggingsstijl.  De website Dataroma houdt de portefeuille van Guy Spier en andere waardegerichte superinvesteerders bij door gegevens uit financiële documenten te halen. 
Spier staat bekend om zijn mentorschap voor jonge investeerders en zijn actieve rol in de waardebeleggingsgemeenschap.   Hij werkt vaak samen met andere investeerders via interviews, podcasts en sociale media, waardoor er een gevoel van gemeenschap en samenwerking ontstaat. In zijn lezingen gaat hij vaak in op de psychologische aspecten van beleggen, ethische overwegingen en het belang van voortdurend leren.
Spier organiseert VALUEx BRK, dat wordt georganiseerd in samenhang met de jaarlijkse aandeelhoudersvergadering van Berkshire Hathaway in Omaha, Nebraska. Spier is bekend vanwege het feit dat hij in 2011 de VALUEx-conferentie in Klosters heeft opgericht en deze jaarlijks heeft georganiseerd.  Het brengt een kleine groep waardebeleggers van over de hele wereld samen om beleggingsideeën te bespreken, inzichten te delen en te netwerken in een informele en collaboratieve setting.

## Persoonlijk leven
Spier woont in Zürich met zijn vrouw Lory en drie kinderen: Eva, Isaac en Sarah. Hij is verwant aan de bankiersfamilies Lazard, Speyer en Rothschild via zijn overgrootmoeder, Johanna Lazard.  Hij is een voormalige inwoner van Tuxedo Park, New York, het dorp dat eind 19e eeuw door Pierre Lorillard werd gesticht, waar hij in de Bruce Price Cottage woonde. Hij is lid van de Entrepreneurs' Organization, de Young Presidents' Organization en de Westminster Synagogue.